# 卡爾斯戰役

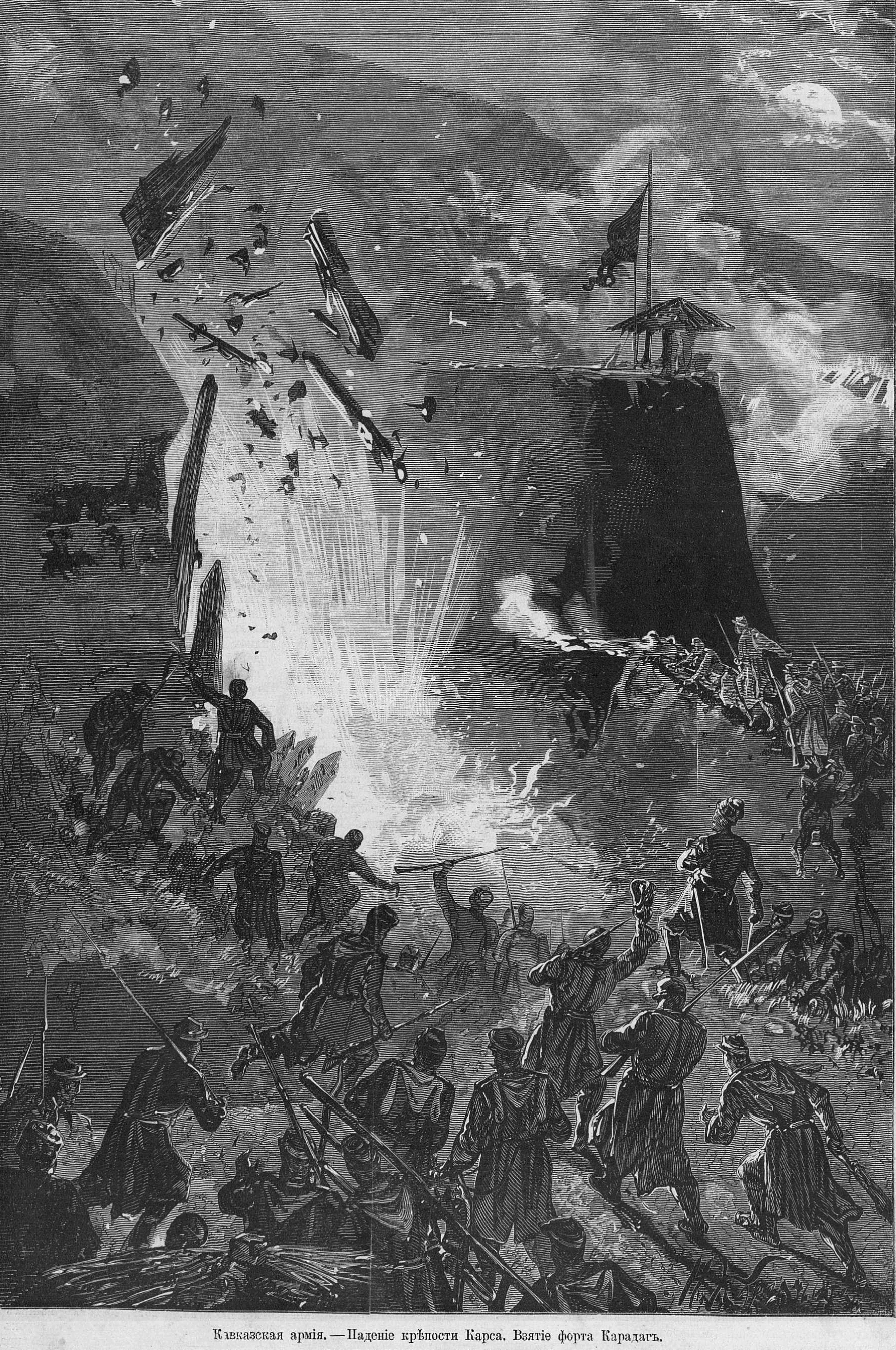
卡爾斯戰役

卡爾斯戰役是使俄羅斯在俄土战争 (1877年-1878年)取得勝利的決定性戰役。
在1877年7月，俄羅斯軍隊嘗試圍攻卡爾斯但被奧斯曼軍隊擊退。11月俄羅斯在高加索地區的指揮官邁克爾大公要求卡爾斯投降，但遭到拒絕。大公派洛里斯·米留科夫和拉扎列夫·伊万·達維多維奇攻擊卡爾斯。11月17日洛里斯攻擊卡爾斯並成功奪取東部防禦工事和切斷侯賽因哈密帕夏的駐軍。帕夏試圖切斷他的出路，但只有少數人成功，因為許多奧斯曼軍隊被俘虜。事後簽訂聖斯特凡諾條約，把卡爾斯割讓與俄羅斯，直到十月革命俄土簽訂布列斯特-立陶夫斯克條約後才把卡爾斯交回土耳其。